# 郑晓华
郑晓华（1963年—），男，浙江缙云人，中国书法家，曾任中国书法家协会理事，中国文艺志愿者协会理事，中国文艺评论家协会理事。